# Řád za zásluhy (Madagaskar)
Řád za zásluhy či Řád za zásluhy Madagaskaru (francouzsky: Ordre du Mérite de Madagascar) je státní vyznamenání Madagaskaru. Původně byl založen francouzskou koloniální správou Madagaskaru v roce 1901. Po zisku nezávislosti v roce 1960 byl původní řád zrušen a nahrazen řádem novým. Udílen je občanům Madagaskaru i cizincům pobývajícím v zemi minimálně 5 let.

## Historie a pravidla udílení
Původní řád byl založen pod názvem Řád zásluh francouzskou koloniální správou Madagaskaru dne 14. května 1901. Jmenovitě jej založil velitel okupační armády a generální guvernér Madagaskaru Joseph Gallieni. Nebyl však zařazen do francouzských koloniálních řádů, zůstal regionálním vyznamenáním a nemohl být udělen mimo protektorát. Udílen byl obyvatelům kolonie za zásluhy o francouzské zájmy, stejně jako za zásluhy v oblasti zemědělství, obchodu, průmyslu a za další sociálně užitečné činnosti. Od svého založení třikrát změnil svůj oficiální název. Stalo se tak okolo roku 1918, kdy byl přejmenován na Řád domorodých zásluh, následně kolem roku 1923 na Řád malgašských zásluh a nakonec asi roku 1952 na Řád zásluh Madagaskaru.
Kromě mimořádných případů byl řád každoročně udílen 1. ledna generálním guvernérem. Udílen byl od nejnižší třídy a povýšení bylo možné nejdříve pět let od udělení předchozí třídy. Počet žijících členů jednotlivých tříd byl omezen, ale tento limit se v průběhu let opakovaně navyšoval pod záminkou hospodářského rozvoje kolonie a s tím související potřebou odměňovat více místních obyvatel. Od roku 1923 mohl být řád udělen nejdříve po dovršení 35 let a po minimálně 15 letech služby. V roce 1946 bylo toto pravidlo ještě zpřísněno. Řád mohl být nadále udělen pouze osobám starším 40 let po minimálně 20 odpracovaných letech či po 20 letech vojenské služby. Ve stejném roce bylo také umožněno udělení řádu posmrtně, a to padlým vojákům. V roce 1952 bylo udílení vyznamenání opět revidováno. Bylo umožněno udílení řádu i cizincům, kteří žili na Madagaskaru po dobu nejméně 5 let a splňovaly i další podmínky podle ustanovení z roku 1946. Zároveň byly zrušeny maximální počty žijících členů jednotlivých tříd a zavedeny limity na počet udělení řádu v jednotlivých třídách za jeden rok. Nově mohl být každoročně udělen řád I. třídy maximálně 5 lidem, řád II. třídy 20 lidem a řád III. třídy 80 lidem.
Po zisku nezávislosti byl původní koloniální řád za zásluhy dne 3. května 1960 nahrazen řádem novým. Madagaskarské řády byly kvůli politickým změnám několikrát reformovány a nejinak tomu bylo i u Řádu za zásluhy. Stalo se tak 5. září 1960 a opětovně 30. července 1980. Znovu byl řád reorganizován roku 1996. Velmistrem řádu je úřadující prezident Madagaskaru.
Řád je udílen za zásluhy ve prospěch republiky v oblasti správní, politické, ekonomické, sociální a kulturní. Udělen může být i lidem, kteří obětovali život odvážným a nesobeckým činem. Vyznamenání je každoročně udíleno 26. června prezidentem republiky, který může být v jednotlivých případech zastoupen níže postavenými politiky. Požadavky na oceňované osoby zůstaly stejné, jako platily od roku 1946, tedy dosažení věku 40 let a minimálně odsloužených 20 let v zaměstnání či armádě. Pro cizince navíc platí pravidlo o minimálně 5 letech pobytu na území Madagaskaru. Řád je udílen od nejnižší třídy a povýšení do třídy vyšší je možné nejdříve po pěti letech od obdržení předchozí třídy.

## Třídy
Řád byl od svého založení do roku 1960 udílen ve třech řádných třídách:
- zlatá medaile (Ordre du Mérite Malgache en Or) – Počet žijících členů této třídy byl omezen na 10. Postupně byl tento počet navýšen na 15 v roce 1916,[3] na 20 v roce 1918[4] a na 30 v roce 1930.[7]
- stříbrná medaile (Ordre du Mérite Malgase en Argent) – Počet žijících členů této třídy byl omezen na 100. Tento počet byl roku 1918 navýšen na 125.[4] K následnému navýšení limitu na 155 osob došlo roku 1920[5] a opět byl limit zvýšen roku 1930 a to na 200 osob.[7]
- bronzová medaile (Ordre du Mérite Malgache en Bronze) – Počet žijících členů této třídy byl omezen na 500. Postupně byl tento počet navýšen na 600 v roce 1916,[3] na 700 v roce 1918,[4] na 850 v roce 1919[6] a na 1000 v roce 1930.[7]

Od roku 1960 je řád udílen v nových třech třídách:
- komtur – Řádový odznak se nosí na stuze kolem krku.
- důstojník – Řádový odznak se nosí na stužce nalevo na hrudi.
- rytíř – Řádový odznak se nosí na stužce nalevo na hrudi.

## Insignie

### Koloniální verze
Řádový odznak má tvar kulaté medaile. Na přední straně je vyobrazena ženská hlava symbolizující Marianne. Při vnějším okraji je nápis RÉPUBLIQUE FRANÇAISE. Na zadní straně je nápis COLONIE DE MADAGASCAR • HONNEUR MÉRITE TRAVAIL obklopený vavřínovým věncem. V případě I. třídy je medaile pozlacena, u II. třídy postříbřena a v případě III. třídy je bronzová. Autorem návrhu medaile je Louis-Oscar Roty. 
Stuha z hedvábného moaré se skládá ze dvou stejně širokých pruhů v barvě světle modré a bílé. Šířka stuhy je 37 mm. Od roku 1916 byla na stuhy řádu I. a II. třídy připevňována rozeta. 
Medaile se nosily nalevo na hrudi. 

### Republiková verze

#### Typ I
Řádový odznak má tvar kulaté medaile. Na přední straně je vyobrazen státní znak Malgašské republiky (hlava zebu obklopená větvemi baobabu a lemovaná dvěma pšeničnými snopy). Při okraji je nápis REPUBLIQUE MALAGASSY. Na zadní straně je na třech řádcích nápis FAHAFAHANA TANINDRAZANA FANDROSOANA. Velikost odznaku ve třídě komtura je 45 mm, u nižších tříd pak 35 mm.
Stuha zůstala stejná, tedy sestávající ze dvou stejně širokých pruhů v barvě světle modré a bílé.

#### Typ II
Základní tvar řádového odznaku je shodný s předchozím typem. Byl změněn nápis na přední straně na REPOBLIKA DEMOKRATIKA MALAGASY. Na zadní straně je nápis TANINDRAZANA TOLOM-PIAVOTANA FAHAFANA. Došlo také ke změně provedení středového medailonu, kdy byl motiv hlavy zebu nahrazen více stylizovaným motivem, který odpovídá novému vzhledu státních symbolů.

#### Typ III
I u třetího typu je základní podoba odznaku shodná s předchozími typy, středový motiv však byl nahrazen motivem nového státního znaku Madagaskaru. Nápis obklopující medailon byl změněn na REPOBLIKAN'I MADAGASIKARA. Na zadní straně byl změněn nápis na TANINDRAZANA • FAHAFAHANA • FANDROSOANA.

Státní znak Madagaskaru 1960–1975, tento symbol je na přední straně medailí I. typu
Státní znak Madagaskaru 1975–1992, tento symbol je na přední straně medailí II. typu
Státní znak Madagaskaru 1993–1998, tento symbol je na přední straně medailí III. typu